# Nederlands kampioenschap libre klein
Op deze pagina staan alle klassen in de biljartsport vermeld die vallen onder de noemer Libre-kleine tafel, ofwel vrij-spel.
In de biljartspelsoort libre op de kleine tafel wordt in diverse klassen gestreden om het Nederlands kampioenschap. Onderstaand een opsomming.

## Klassen libre kleine tafel

### Libre klein Topklasse
Het eerste kampioenschap in deze klasse werd gespeeld in seizoen 1978-1979

### Libre klein Overgangsklasse
Het eerste kampioenschap in deze klasse werd gespeeld in seizoen 1962-1963

### Libre klein Extra klasse
Het eerste kampioenschap in deze klasse werd gespeeld in seizoen 1955-1956

### Libre klein Hoofdklasse
Het eerste kampioenschap in deze klasse werd gespeeld in seizoen 1949-1950

### Libre klein Dames
In het Libre klein voor dames wordt onderscheid gemaakt in speelsterkte. Derhalve zijn er twee klassen.

Libre klein Dames
Het eerste kampioenschap in deze klasse werd gespeeld in seizoen 1989-1990
Libre klein Dames 2e klasse
Het eerste kampioenschap in deze klasse werd gespeeld in seizoen ?

### Libre klein 1eklasse
Het eerste kampioenschap in deze klasse werd gespeeld in seizoen 1951-1952

### Libre klein 2eklasse
Het eerste kampioenschap in deze klasse werd gespeeld in seizoen 1941-1942

### Libre klein 3eklasse
Het eerste kampioenschap in deze klasse werd gespeeld in seizoen 1951-1952

### Libre klein 4eklasse
Het eerste kampioenschap in deze klasse werd gespeeld in seizoen 1951-1952

### Libre klein 5eklasse
Het eerste kampioenschap in deze klasse werd gespeeld in seizoen 1951-1952

### Libre klein 6eklasse
Het eerste kampioenschap in deze klasse werd gespeeld in seizoen 1992-1993